# 긴코채찍뱀
긴코채찍뱀(Long-nosed Whip Snake, Ahaetulla nasuta)은 인도, 스리랑카, 방글라데시, 버마, 태국, 캄보디아, 베트남 등지에서 발견되는 날씬하게 생긴 녹색 나무뱀이다. 기묘하게 생긴 얼굴 표정이 특징적이다.
주행성 동물이며, 약한 독이 있다. 쌍안시를 사용하여 주로 개구리나 도마뱀을 잡아먹는다. 스스로를 나무덩굴로 위장하여 천천히 움직인다. 위협 행동을 할 때는 고개를 쳐들고 날씬한 목을 부풀리는데, 이때 목에 검고 흰 비늘 무늬가 보인다.

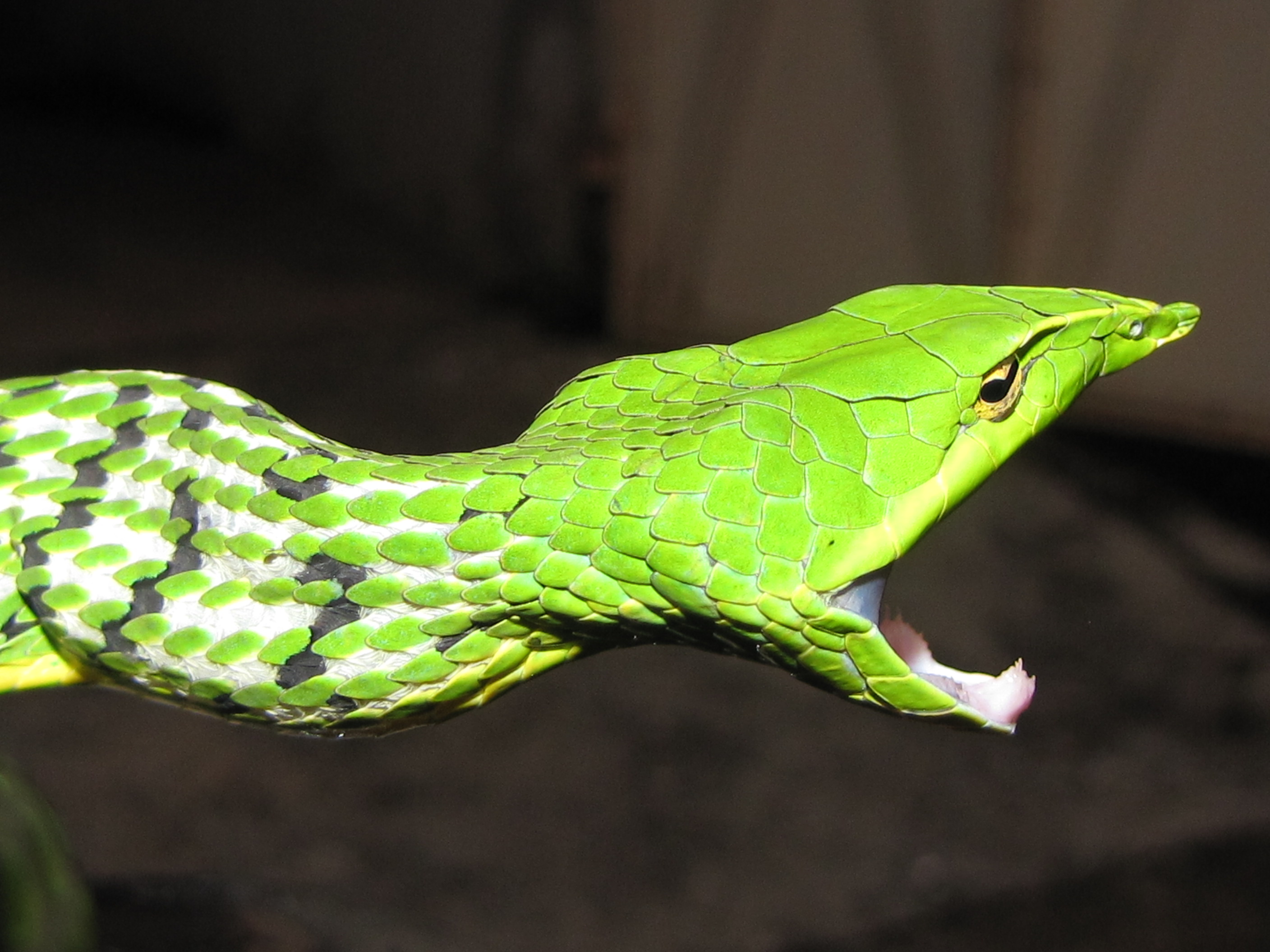
목을 부풀린 긴코채찍뱀. 부풀어오른 녹색 비늘 사이로 흰색과 검은색 비늘이 보인다.

태생 뱀으로, 새끼를 낳는다.